# Fast & Furious 6 (soundtrack)
Fast & Furious 6: Original Motion Picture Soundtrack is de originele soundtrack van de film Fast & Furious 6. Het album werd uitgebracht op 17 mei 2013 op iTunes en 21 mei 2013 op cd door Def Jam Recordings.
Het album bevat muziek van verschillende artiesten die in de film zijn gebruikt. Het nummer We Own It (Fast & Furious) van 2 Chainz en Wiz Khalifa werd ook uitgebracht op single. De originele filmmuziek werd door afwezigheid van Brian Tyler gecomponeerd door Lucas Vidal, maar zijn muziek is niet terug te vinden op het album of op een officieel tweede soundtrack met alleen filmmuziek.

## Nummers
1. We Own It (Fast & Furious) - 2 Chainz & Wiz Khalifa (3:47)
2. Ball - T.I. & Lil Wayne (3:24)
3. Con Locura - Sua & Jiggy Drama (3:47)
4. HK Superstar - Mc Jin & Daniel Wu (3:24)
5. Faibait - deadmau5 & Cypress Hill (4:49)
6. Bada Bing - Benny Banks (3:19)
7. Burst! (Bart B More Remix) - Peaches (6:13)
8. Mister Chicken - Deluxe (3:13)
9. Roll It Up - The Crystal Method (6:01)
10. Here We Go / Quasar (Hybird Remix) - Hard Rock Sofa & Swanky Tunes (3:23)
11. Bandoleros Don Omar & Tego Calderón (5:06)
12. Rest of My Life - Ludacris, Usher & David Guetta

## Hitnoteringen
| Hitlijst                               | Hoogste positie |
| -------------------------------------- | --------------- |
| Australische albums (ARIA)             | 10              |
| Deense albums (Tracklisten)            | 32              |
| Duitse albums (Offizielle Top 100)     | 13              |
| Franse albums (SNEP)                   | 71              |
| Nederlandse albums (Album Top 100)     | 77              |
| Nieuw-Zeelandse albums (RMNZ)          | 34              |
| Oostenrijkse albums (Ö3 Austria)       | 6               |
| Vlaamse albums (Ultratop)              | 37              |
| Waalse albums (Ultratop)               | 63              |
| Zwitserse albums (Schweizer Hitparade) | 8               |